# اولینیکوو
اولینیکوو (به لاتین: Oleynikovo) یک منطقهٔ مسکونی در روسیه است که در استان آستراخان واقع شده‌است.